# Terranegra
Terranegra è un rione situato nel Quartiere 3 Est del Comune di Padova. In via Boccaccio, una delle strade principali del rione, è situata l'attuale sede del consiglio di quartiere.  

## Origini del nome
Il toponimo Terranegra è una traslitterazione di un termine con il quale l'area veniva chiamata in età romana. Un tempo Terranegra era solo un podere del Comune di Padova che aveva preso questo nome per la presenza di cimiteri e sepolture di epoca romana. Infatti prima si chiamava Terra Cineraria, poi Terranigra (terra negra, scura) e quindi Terranegra.

## Storia

### Epoca moderna: nascita della parrocchia
Nel 1670 il Vescovo di Padova Gregorio Barbarigo, ricevendo le richieste dei fedeli del luogo, decise di far erigere una chiesa. I lavori di costruzione iniziarono il 24 settembre 1673 e l'edificio fu completato, in meno di un anno, il 5 giugno 1674, nella zona chiamata Isola di Terranegra. La chiesa fu intitolata a San Gaetano Thiene e restò sede parrocchiale fino al 1955.

### Novecento
Durante la Seconda guerra mondiale, il 20 aprile 1944, tutta l'area di Terranegra fu colpita da un bombardamento aereo alleato che causò 180 caduti civili; in particolare tutto il complesso sacro e la canonica subirono diversi danni, che furono in parte sanati dopo il conflitto bellico. Nell'alluvione del 5 novembre 1966 la rottura del canale Roncajette provocò ulteriori danni all'edificio da poco ristrutturato. Si poterono salvare le tre pale d'altare, che furono in seguito restaurate e collocate nel Tempio nazionale dell'internato ignoto, eretto alla memoria dei caduti nei campi di concentramento tedeschi, dove la sede parrocchiale era stata trasferita dal 1955.

## Monumenti e luoghi d'interesse

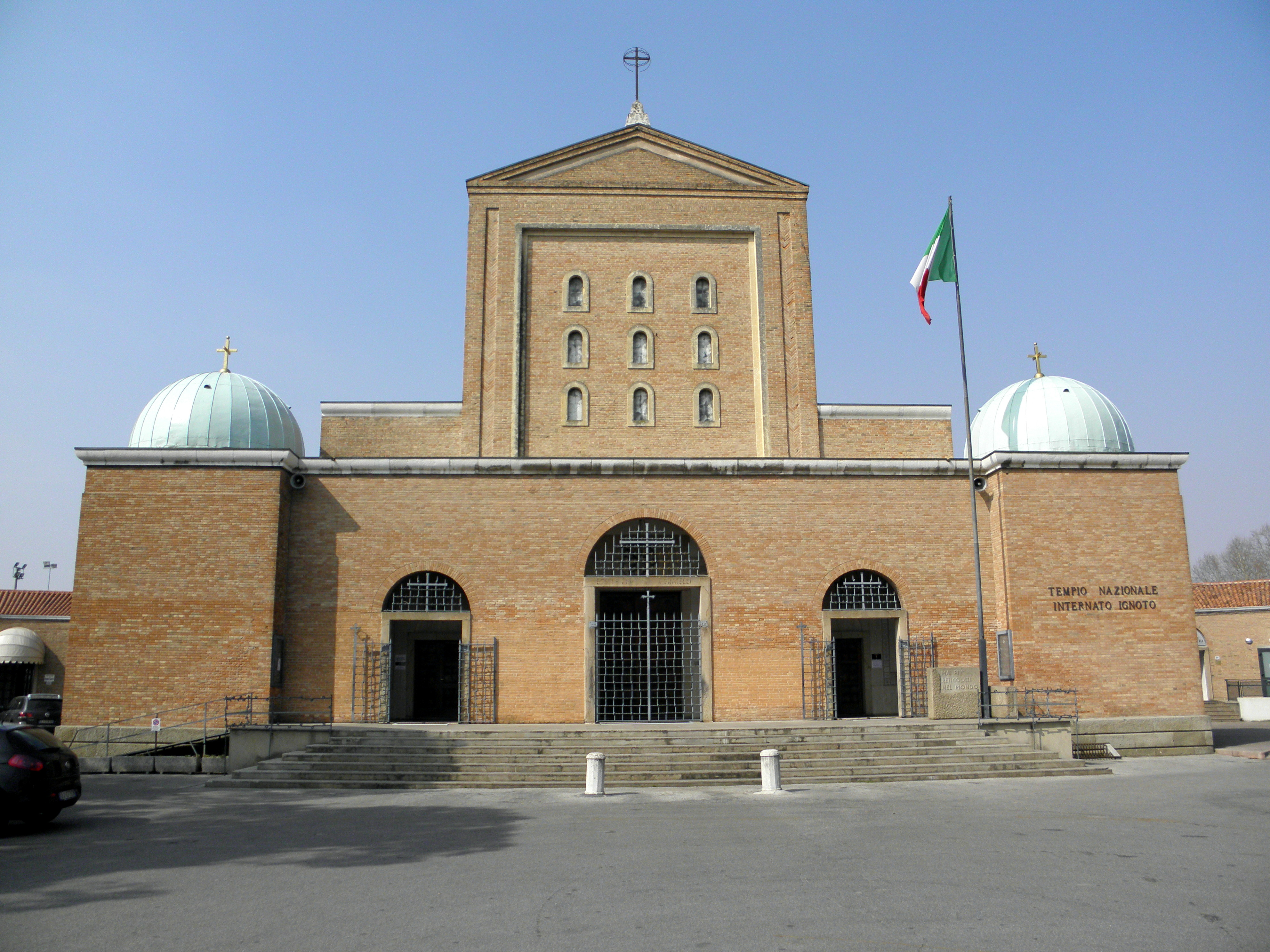
Facciata del Tempio nazionale dell'internato ignoto

### Tempio nazionale dell'internato ignoto
Sorto nel 1953 per volere dell'allora parroco di Terranegra Don Giovanni Fortin, che dal 1943 al 1945 fu internato nel campo di concentramento di Dachau, il Tempio nazionale dell'internato ignoto è dedicato a tutti gli italiani internati nei campi di concentramento durante la seconda guerra mondiale.

### Museo dell'internamento
Aperto nel 1955 e ristrutturato nel 1999, il museo ospita documentazioni, foto, oggetti che descrivono l'esperienza dei deportati nei campi di concentramento. Nella sua presentazione il museo si descrive come parte inscindibile dal Tempio nazionale dell'internato ignoto.
Dal 2007 il museo è gestito dall'A.N.E.I., l'Associazione Nazionale Ex Internati.

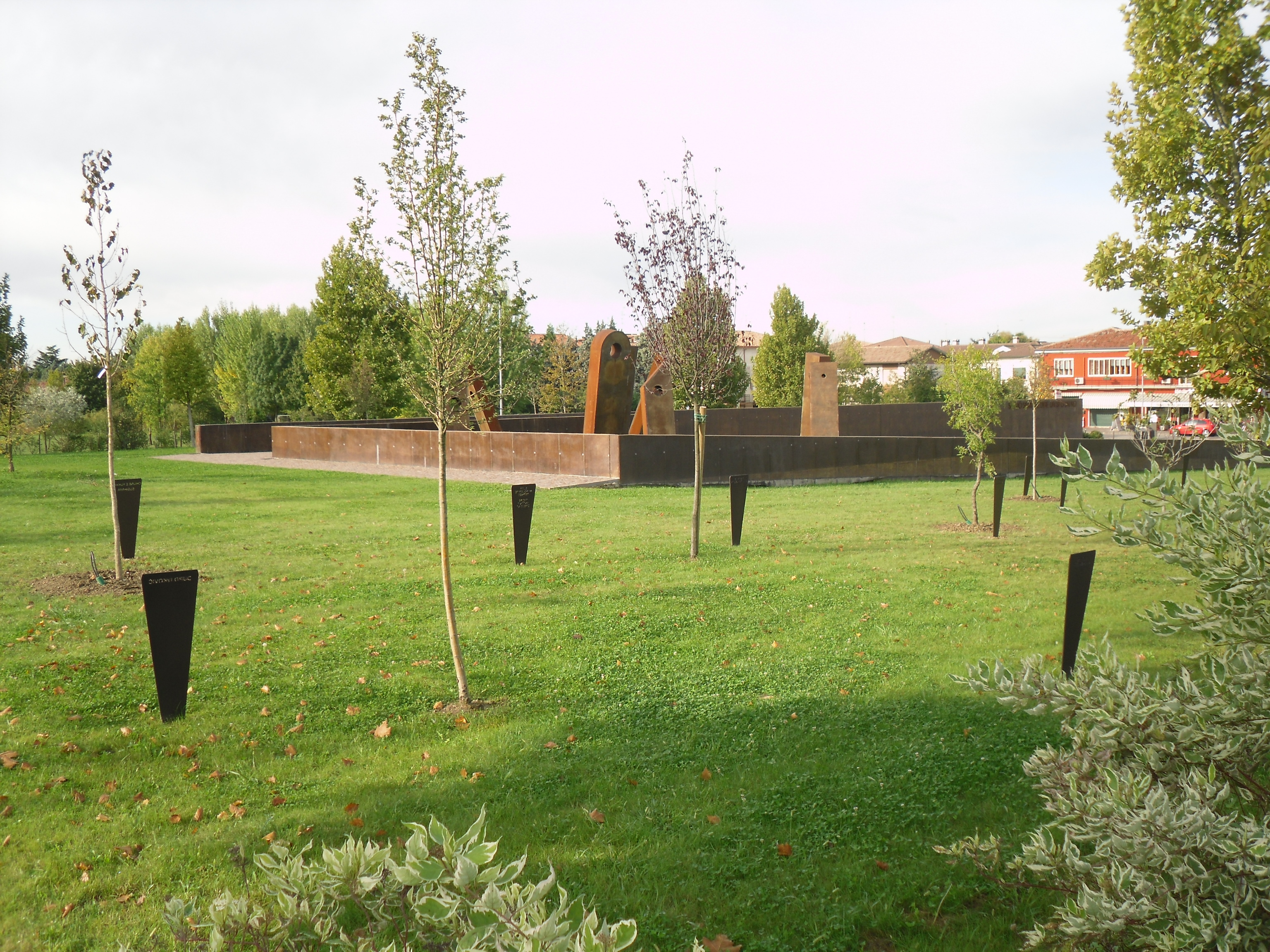
Veduta del Giardino dei Giusti del mondo

### Giardino dei Giusti del Mondo
Il Giardino dei Giusti del Mondo fu inaugurato il 5 ottobre 2008 dal comune di Padova nell'ambito del progetto “Padova Casa dei Giusti (Padua Home of Righteous)”. Sorge di fronte al Tempio come per creare un grande collegamento in un sistema unico "per non dimenticare".
Il fulcro è un gruppo scultoreo in acciaio Corten di fronte al Tempio nazionale dell'internato ignoto, per poi svilupparsi per il Lungargine Terranegra e, seguendo il corso del fiume Bacchiglione; mirerà a raggiungere il Mare Adriatico creando la Via dei Giusti.

### Antica Chiesa di San Gaetano
Fu sede parrocchiale dal 1674 al 1955, quando la sede fu spostata al Tempio nazionale dell'internato ignoto. Dai primi anni 2000 l'antica sede parrocchiale è luogo di culto e di ritrovo per la comunità cristiana africana francofona, grazie alla concessione dalla Diocesi di Padova; nella chiesa è possibile partecipare alla Santa Messa in lingua francese.
La Parrocchia di Terranegra fa parte del Vicariato di San Prosdocimo della Diocesi di Padova.

### Fenice Green Energy Park
Il Parco Fenice è situato in 5 ettari di area verde all'interno dell'Isola di Terranegra. Le sue strutture e attività sottolineano l'attenzione data alle energie rinnovabili e alla sostenibilità ambientale. Attualmente viene gestito dalla Fondazione Fenice onlus.

## Infrastrutture e trasporti
Terranegra è servita da due linee del servizio APS Holding:
- Linea 6 Terranegra - Via Lagrange: il capolinea è situato nei pressi del Tempio;
- Linea 13 Via Boccaccio - Limena o Altichiero: il capolinea è situato nei pressi della sede del Quartiere 3 Est.

## Amministrazione

### Sede del quartiere 3 Est
Nel novembre 2012 è stata creata la nuova sede della terza circoscrizione o quartiere 3 Est in via Boccaccio, tra Terranegra e il rione di San Gregorio. La struttura ha l'obbiettivo di gestire le diverse attività e una serie di servizi all'interno del quartiere. Nella sede si trova anche la biblioteca oltre a diverse sale riunione.